# Osteel
Osteel ist eine Gemeinde in der Samtgemeinde Brookmerland im Landkreis Aurich in Niedersachsen.
Die Ortschaft liegt nördlich des Samtgemeindezentrums Marienhafe, mit dem es baulich verwachsen ist. Zu Osteel gehört außerdem der Ortsteil Schoonorth, rund drei Kilometer westlich des Alten Postwegs.

## Beschreibung
Das Dorf besteht überwiegend aus reinem Wohngebiet, entlanggezogen auf einer Länge von etwa drei Kilometern am Alten Postweg mit mehreren Nebenstraßen. Gewerbe ist vertreten durch eine Bäckerei, Elektrowarengeschäfte, einen Schnellimbiss, ein Baugeschäft, ein Gebäudemanagement und einen Landmaschinenhandel. Ferner gibt es auch zwei Gebrauchtwagenhändler. Das Bildungsangebot innerhalb der Gemeinde umfasst eine Grundschule und einen Kindergarten.

## Geschichte

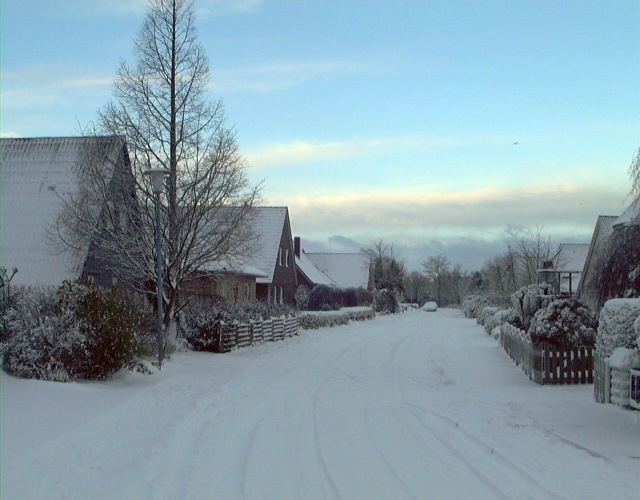
Typische Wohnsiedlung in Osteel

Die Ortschaft Osteel soll nach 1164, als das Küstenland durch die Julianenflut verwüstet wurde, gegründet worden sein. Die frühe Besiedlung lag am Rande eines Hochmoores.

## Politik

### Gemeinderat
Der Rat der Gemeinde Osteel besteht aus 13 Ratsfrauen und Ratsherren. Dies ist die festgelegte Anzahl für die Mitgliedsgemeinde einer Samtgemeinde mit einer Einwohnerzahl von 2001 bis zu 3000 Einwohnern. Die 13 Ratsmitglieder werden durch eine Kommunalwahl für jeweils fünf Jahre gewählt. Die laufende Amtszeit begann am 1. November 2021 und endet am 31. Oktober 2026.
Die letzte Kommunalwahl vom 11. September 2021 ergab das folgende Ergebnis:
| Partei                            | Anteilige Stimmen | Anzahl Sitze |
| --------------------------------- | ----------------- | ------------ |
| SPD                               | 34,11 %           | 5            |
| Brookmer Wählergemeinschaft (BWG) | 18,40 %           | 2            |
| BfB                               | 34,01 %           | 4            |
| CDU                               | 8,12 %            | 1            |
| Moin                              | 5,36 %            | 1            |

Die Wahlbeteiligung bei der Kommunalwahl 2021 lag mit 58,36 % geringfügig über dem niedersächsischen Durchschnitt von 57,1 %. Zum Vergleich – die Wahlbeteiligung bei der Kommunalwahl 2016 lag mit 52,7 % unter dem niedersächsischen Durchschnitt von 55,5 %. Bei der vorherigen Kommunalwahl vom 11. September 2011 lag die Wahlbeteiligung bei 49,88 %.
Bürgermeisterin ist Ida Bienhoff-Topp (Bündnis für Brookmerland).

### Wappen
| Wappen von Osteel | Blasonierung: „In Blau ein goldener Hammer, der von einer goldenen Laubkrone überhöht und am Stiel von je einem goldenen dreiblättrigen Kleeblatt beseitet wird.“                                                                                             |
| Wappen von Osteel | Wappenbegründung: Der Hammer und die Krone erinnern an das Wappen David Fabricius’, dessen Vater Schmied war. Die Kleeblätter verweisen auf die Weidewirtschaft Osteels, die Farben Blau und Gold auf die frühere Zugehörigkeit Osteels zum Landkreis Norden. |

## Sehenswürdigkeiten

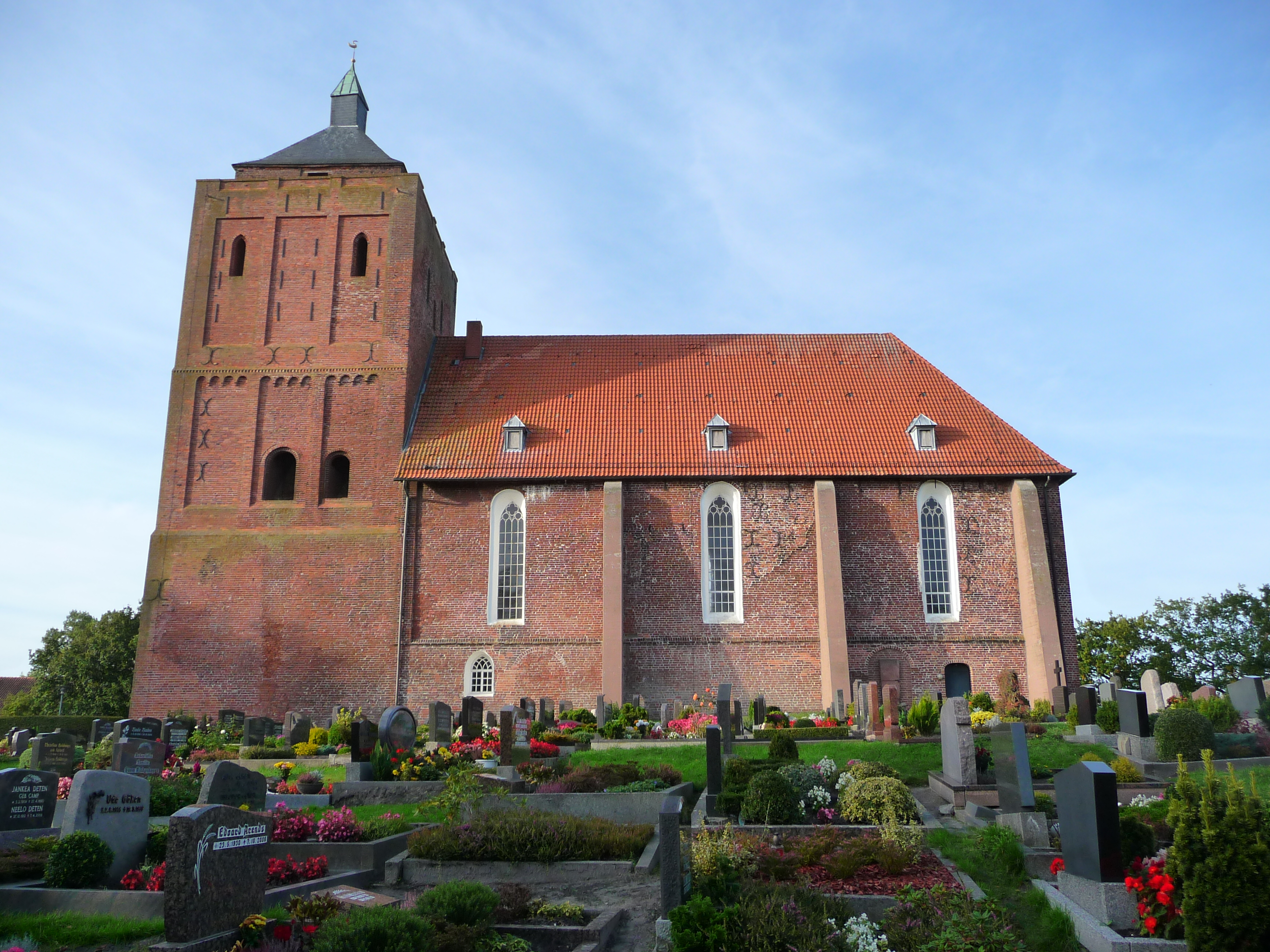
Warnfriedkirche von Süden

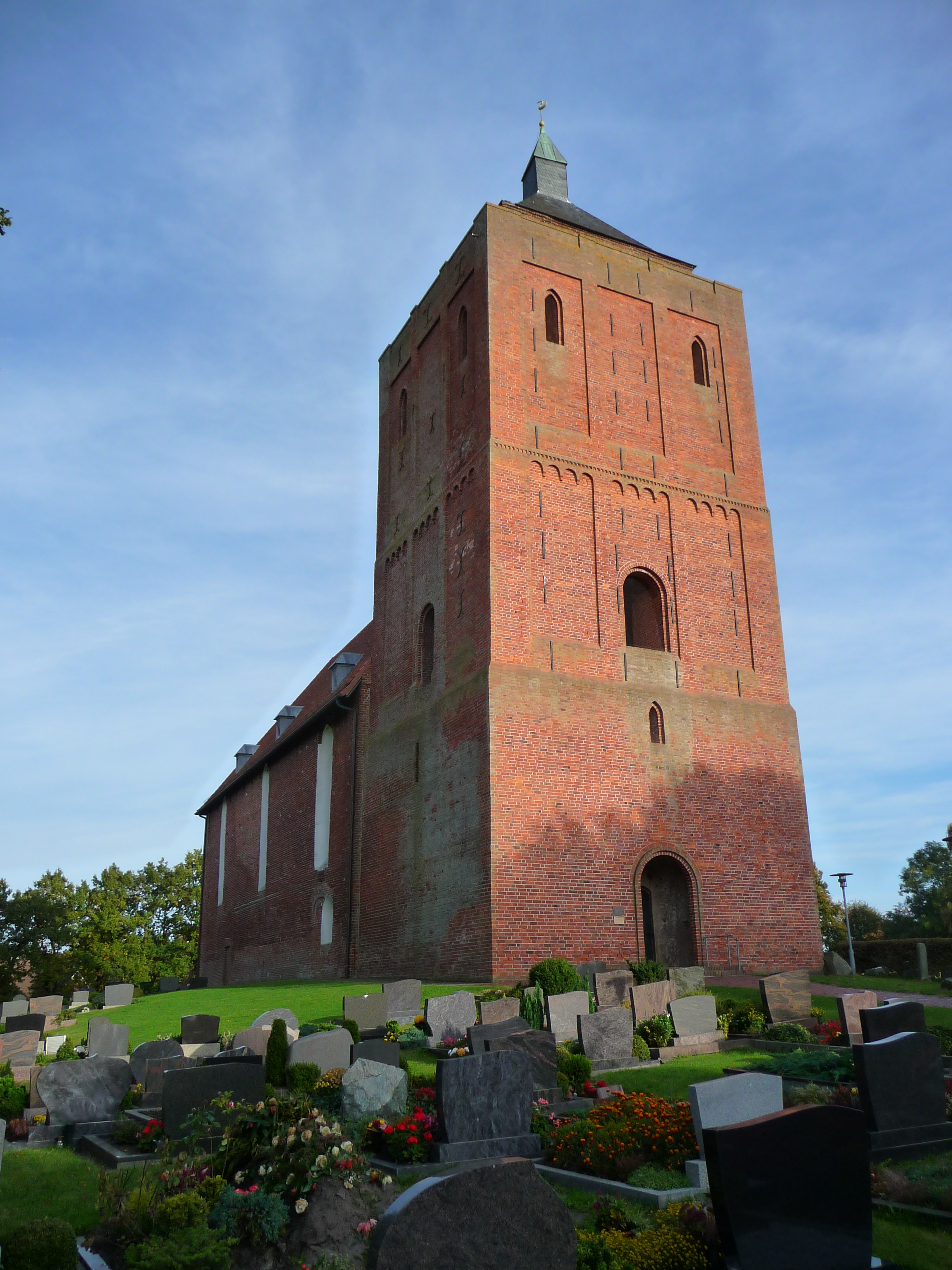
Warnfriedkirche von Westen

Eine Sehenswürdigkeit der Gemeinde ist die Warnfried-Kirche aus dem 12. Jahrhundert. Die Kirche hat eine Länge von 63 Metern und ist dem heiligen Werenfried geweiht. Die Orgel der Kirche ist die zweitälteste in Ostfriesland. Sie wurde 1619 von Meister Edo Evers gebaut.
Vor der Kirche steht das Denkmal des Astronomen David Fabricius, der Anfang des 17. Jahrhunderts Pastor der Gemeinde war. Von ihm wurden nicht nur Sterne entdeckt, sondern auch eine der ersten Karten von Ostfriesland gezeichnet. Sein Sohn Johannes entdeckte die Sonnenflecken.

## Verkehr
Der Hauptort Osteel liegt an der Bundesstraße 72 circa sechs Kilometer südlich der alten Kreisstadt Norden. Durch die Gemeinde verläuft außerdem die Bahnstrecke zwischen Emden und Norddeich Mole. Nach Schließung des Bahnhofes im Jahre 1978 befindet sich die nächste Station nun im drei Kilometer südlich gelegenen Marienhafe. Im Westen der Gemeinde (Ortsteil Schoonorth) verläuft außerdem die Landesstraße 4 von Pewsum nach Norden.

## Söhne und Töchter des Ortes
- Johannes Fabricius (1587–1617), Astronom, Entdecker der Sonnenflecken
- Friedrich Vissering (1826–1885), Reichstagsabgeordneter
- Johannes Warns (1874–1937), evangelischer Theologe, Bibelschullehrer und Leiter der Bibelschule Wiedenest
- Dirk Agena (1889–1934), Politiker und Reichstagsabgeordneter
- Rolf Ippen (1899–1968), Zeitungsverleger
- Gerhard Harmannus Janssen (1914–2005), Kunstmaler
- Siemen Rühaak (* 1950), Schauspieler

## Weitere Persönlichkeiten in Osteel
- Der Reformator Andreas Bodenstein (um 1486–1541) (nach seinem Herkunftsort auch Andreas Karlstadt genannt) verbrachte 1529/30 unter dem Decknamen Bauer Andrees einige Monate im Osteeler Ortsteil Schoonorth.[7]
- David Fabricius (1564–1617), Astronom und Vater von Johannes Fabricius